# 1567
Portal Geschichte | Portal Biografien | Aktuelle Ereignisse | Jahreskalender | Tagesartikel

◄ |
15. Jahrhundert |
16. Jahrhundert
| 17. Jahrhundert | ►

◄ |
1530er |
1540er |
1550er |
1560er
| 1570er | 1580er | 1590er | ►

◄◄ |
◄ |
1563 |
1564 |
1565 |
1566 |
1567
| 1568 | 1569 | 1570 | 1571 | ► | ►►
Staatsoberhäupter  · Nekrolog   · Musikjahr
| Januar | Januar | Januar | Januar | Januar | Januar | Januar | Januar |
| Kw     | Mo     | Di     | Mi     | Do     | Fr     | Sa     | So     |
| 1      |        |        | 1      | 2      | 3      | 4      | 5      |
| 2      | 6      | 7      | 8      | 9      | 10     | 11     | 12     |
| 3      | 13     | 14     | 15     | 16     | 17     | 18     | 19     |
| 4      | 20     | 21     | 22     | 23     | 24     | 25     | 26     |
| 5      | 27     | 28     | 29     | 30     | 31     |        |        |
| ------ | ------ | ------ | ------ | ------ | ------ | ------ | ------ |

| Februar | Februar | Februar | Februar | Februar | Februar | Februar | Februar |
| Kw      | Mo      | Di      | Mi      | Do      | Fr      | Sa      | So      |
| 5       |         |         |         |         |         | 1       | 2       |
| 6       | 3       | 4       | 5       | 6       | 7       | 8       | 9       |
| 7       | 10      | 11      | 12      | 13      | 14      | 15      | 16      |
| 8       | 17      | 18      | 19      | 20      | 21      | 22      | 23      |
| 9       | 24      | 25      | 26      | 27      | 28      |         |         |
| ------- | ------- | ------- | ------- | ------- | ------- | ------- | ------- |

| März | März | März | März | März | März | März | März |
| Kw   | Mo   | Di   | Mi   | Do   | Fr   | Sa   | So   |
| 9    |      |      |      |      |      | 1    | 2    |
| 10   | 3    | 4    | 5    | 6    | 7    | 8    | 9    |
| 11   | 10   | 11   | 12   | 13   | 14   | 15   | 16   |
| 12   | 17   | 18   | 19   | 20   | 21   | 22   | 23   |
| 13   | 24   | 25   | 26   | 27   | 28   | 29   | 30   |
| 14   | 31   |      |      |      |      |      |      |
| ---- | ---- | ---- | ---- | ---- | ---- | ---- | ---- |

| April | April | April | April | April | April | April | April |
| Kw    | Mo    | Di    | Mi    | Do    | Fr    | Sa    | So    |
| 14    |       | 1     | 2     | 3     | 4     | 5     | 6     |
| 15    | 7     | 8     | 9     | 10    | 11    | 12    | 13    |
| 16    | 14    | 15    | 16    | 17    | 18    | 19    | 20    |
| 17    | 21    | 22    | 23    | 24    | 25    | 26    | 27    |
| 18    | 28    | 29    | 30    |       |       |       |       |
| ----- | ----- | ----- | ----- | ----- | ----- | ----- | ----- |

| Mai | Mai | Mai | Mai | Mai | Mai | Mai | Mai |
| Kw  | Mo  | Di  | Mi  | Do  | Fr  | Sa  | So  |
| 18  |     |     |     | 1   | 2   | 3   | 4   |
| 19  | 5   | 6   | 7   | 8   | 9   | 10  | 11  |
| 20  | 12  | 13  | 14  | 15  | 16  | 17  | 18  |
| 21  | 19  | 20  | 21  | 22  | 23  | 24  | 25  |
| 22  | 26  | 27  | 28  | 29  | 30  | 31  |     |
| --- | --- | --- | --- | --- | --- | --- | --- |

| Juni | Juni | Juni | Juni | Juni | Juni | Juni | Juni |
| Kw   | Mo   | Di   | Mi   | Do   | Fr   | Sa   | So   |
| 22   |      |      |      |      |      |      | 1    |
| 23   | 2    | 3    | 4    | 5    | 6    | 7    | 8    |
| 24   | 9    | 10   | 11   | 12   | 13   | 14   | 15   |
| 25   | 16   | 17   | 18   | 19   | 20   | 21   | 22   |
| 26   | 23   | 24   | 25   | 26   | 27   | 28   | 29   |
| 27   | 30   |      |      |      |      |      |      |
| ---- | ---- | ---- | ---- | ---- | ---- | ---- | ---- |

| Juli | Juli | Juli | Juli | Juli | Juli | Juli | Juli |
| Kw   | Mo   | Di   | Mi   | Do   | Fr   | Sa   | So   |
| 27   |      | 1    | 2    | 3    | 4    | 5    | 6    |
| 28   | 7    | 8    | 9    | 10   | 11   | 12   | 13   |
| 29   | 14   | 15   | 16   | 17   | 18   | 19   | 20   |
| 30   | 21   | 22   | 23   | 24   | 25   | 26   | 27   |
| 31   | 28   | 29   | 30   | 31   |      |      |      |
| ---- | ---- | ---- | ---- | ---- | ---- | ---- | ---- |

| August | August | August | August | August | August | August | August |
| Kw     | Mo     | Di     | Mi     | Do     | Fr     | Sa     | So     |
| 31     |        |        |        |        | 1      | 2      | 3      |
| 32     | 4      | 5      | 6      | 7      | 8      | 9      | 10     |
| 33     | 11     | 12     | 13     | 14     | 15     | 16     | 17     |
| 34     | 18     | 19     | 20     | 21     | 22     | 23     | 24     |
| 35     | 25     | 26     | 27     | 28     | 29     | 30     | 31     |
| ------ | ------ | ------ | ------ | ------ | ------ | ------ | ------ |

| September | September | September | September | September | September | September | September |
| Kw        | Mo        | Di        | Mi        | Do        | Fr        | Sa        | So        |
| 36        | 1         | 2         | 3         | 4         | 5         | 6         | 7         |
| 37        | 8         | 9         | 10        | 11        | 12        | 13        | 14        |
| 38        | 15        | 16        | 17        | 18        | 19        | 20        | 21        |
| 39        | 22        | 23        | 24        | 25        | 26        | 27        | 28        |
| 40        | 29        | 30        |           |           |           |           |           |
| --------- | --------- | --------- | --------- | --------- | --------- | --------- | --------- |

| Oktober | Oktober | Oktober | Oktober | Oktober | Oktober | Oktober | Oktober |
| Kw      | Mo      | Di      | Mi      | Do      | Fr      | Sa      | So      |
| 40      |         |         | 1       | 2       | 3       | 4       | 5       |
| 41      | 6       | 7       | 8       | 9       | 10      | 11      | 12      |
| 42      | 13      | 14      | 15      | 16      | 17      | 18      | 19      |
| 43      | 20      | 21      | 22      | 23      | 24      | 25      | 26      |
| 44      | 27      | 28      | 29      | 30      | 31      |         |         |
| ------- | ------- | ------- | ------- | ------- | ------- | ------- | ------- |

| November | November | November | November | November | November | November | November |
| Kw       | Mo       | Di       | Mi       | Do       | Fr       | Sa       | So       |
| 44       |          |          |          |          |          | 1        | 2        |
| 45       | 3        | 4        | 5        | 6        | 7        | 8        | 9        |
| 46       | 10       | 11       | 12       | 13       | 14       | 15       | 16       |
| 47       | 17       | 18       | 19       | 20       | 21       | 22       | 23       |
| 48       | 24       | 25       | 26       | 27       | 28       | 29       | 30       |
| -------- | -------- | -------- | -------- | -------- | -------- | -------- | -------- |

| Dezember | Dezember | Dezember | Dezember | Dezember | Dezember | Dezember | Dezember |
| Kw       | Mo       | Di       | Mi       | Do       | Fr       | Sa       | So       |
| 49       | 1        | 2        | 3        | 4        | 5        | 6        | 7        |
| 50       | 8        | 9        | 10       | 11       | 12       | 13       | 14       |
| 51       | 15       | 16       | 17       | 18       | 19       | 20       | 21       |
| 52       | 22       | 23       | 24       | 25       | 26       | 27       | 28       |
| 1        | 29       | 30       | 31       |          |          |          |          |
| -------- | -------- | -------- | -------- | -------- | -------- | -------- | -------- |

| Januar | Januar | Januar | Januar | Januar | Januar | Januar | Januar |
| Kw     | Mo     | Di     | Mi     | Do     | Fr     | Sa     | So     |
| 1      |        |        | 1      | 2      | 3      | 4      | 5      |
| 2      | 6      | 7      | 8      | 9      | 10     | 11     | 12     |
| 3      | 13     | 14     | 15     | 16     | 17     | 18     | 19     |
| 4      | 20     | 21     | 22     | 23     | 24     | 25     | 26     |
| 5      | 27     | 28     | 29     | 30     | 31     |        |        |
| ------ | ------ | ------ | ------ | ------ | ------ | ------ | ------ |

| Februar | Februar | Februar | Februar | Februar | Februar | Februar | Februar |
| Kw      | Mo      | Di      | Mi      | Do      | Fr      | Sa      | So      |
| 5       |         |         |         |         |         | 1       | 2       |
| 6       | 3       | 4       | 5       | 6       | 7       | 8       | 9       |
| 7       | 10      | 11      | 12      | 13      | 14      | 15      | 16      |
| 8       | 17      | 18      | 19      | 20      | 21      | 22      | 23      |
| 9       | 24      | 25      | 26      | 27      | 28      |         |         |
| ------- | ------- | ------- | ------- | ------- | ------- | ------- | ------- |

| März | März | März | März | März | März | März | März |
| Kw   | Mo   | Di   | Mi   | Do   | Fr   | Sa   | So   |
| 9    |      |      |      |      |      | 1    | 2    |
| 10   | 3    | 4    | 5    | 6    | 7    | 8    | 9    |
| 11   | 10   | 11   | 12   | 13   | 14   | 15   | 16   |
| 12   | 17   | 18   | 19   | 20   | 21   | 22   | 23   |
| 13   | 24   | 25   | 26   | 27   | 28   | 29   | 30   |
| 14   | 31   |      |      |      |      |      |      |
| ---- | ---- | ---- | ---- | ---- | ---- | ---- | ---- |

| April | April | April | April | April | April | April | April |
| Kw    | Mo    | Di    | Mi    | Do    | Fr    | Sa    | So    |
| 14    |       | 1     | 2     | 3     | 4     | 5     | 6     |
| 15    | 7     | 8     | 9     | 10    | 11    | 12    | 13    |
| 16    | 14    | 15    | 16    | 17    | 18    | 19    | 20    |
| 17    | 21    | 22    | 23    | 24    | 25    | 26    | 27    |
| 18    | 28    | 29    | 30    |       |       |       |       |
| ----- | ----- | ----- | ----- | ----- | ----- | ----- | ----- |

| Mai | Mai | Mai | Mai | Mai | Mai | Mai | Mai |
| Kw  | Mo  | Di  | Mi  | Do  | Fr  | Sa  | So  |
| 18  |     |     |     | 1   | 2   | 3   | 4   |
| 19  | 5   | 6   | 7   | 8   | 9   | 10  | 11  |
| 20  | 12  | 13  | 14  | 15  | 16  | 17  | 18  |
| 21  | 19  | 20  | 21  | 22  | 23  | 24  | 25  |
| 22  | 26  | 27  | 28  | 29  | 30  | 31  |     |
| --- | --- | --- | --- | --- | --- | --- | --- |

| Juni | Juni | Juni | Juni | Juni | Juni | Juni | Juni |
| Kw   | Mo   | Di   | Mi   | Do   | Fr   | Sa   | So   |
| 22   |      |      |      |      |      |      | 1    |
| 23   | 2    | 3    | 4    | 5    | 6    | 7    | 8    |
| 24   | 9    | 10   | 11   | 12   | 13   | 14   | 15   |
| 25   | 16   | 17   | 18   | 19   | 20   | 21   | 22   |
| 26   | 23   | 24   | 25   | 26   | 27   | 28   | 29   |
| 27   | 30   |      |      |      |      |      |      |
| ---- | ---- | ---- | ---- | ---- | ---- | ---- | ---- |

| Juli | Juli | Juli | Juli | Juli | Juli | Juli | Juli |
| Kw   | Mo   | Di   | Mi   | Do   | Fr   | Sa   | So   |
| 27   |      | 1    | 2    | 3    | 4    | 5    | 6    |
| 28   | 7    | 8    | 9    | 10   | 11   | 12   | 13   |
| 29   | 14   | 15   | 16   | 17   | 18   | 19   | 20   |
| 30   | 21   | 22   | 23   | 24   | 25   | 26   | 27   |
| 31   | 28   | 29   | 30   | 31   |      |      |      |
| ---- | ---- | ---- | ---- | ---- | ---- | ---- | ---- |

| August | August | August | August | August | August | August | August |
| Kw     | Mo     | Di     | Mi     | Do     | Fr     | Sa     | So     |
| 31     |        |        |        |        | 1      | 2      | 3      |
| 32     | 4      | 5      | 6      | 7      | 8      | 9      | 10     |
| 33     | 11     | 12     | 13     | 14     | 15     | 16     | 17     |
| 34     | 18     | 19     | 20     | 21     | 22     | 23     | 24     |
| 35     | 25     | 26     | 27     | 28     | 29     | 30     | 31     |
| ------ | ------ | ------ | ------ | ------ | ------ | ------ | ------ |

| September | September | September | September | September | September | September | September |
| Kw        | Mo        | Di        | Mi        | Do        | Fr        | Sa        | So        |
| 36        | 1         | 2         | 3         | 4         | 5         | 6         | 7         |
| 37        | 8         | 9         | 10        | 11        | 12        | 13        | 14        |
| 38        | 15        | 16        | 17        | 18        | 19        | 20        | 21        |
| 39        | 22        | 23        | 24        | 25        | 26        | 27        | 28        |
| 40        | 29        | 30        |           |           |           |           |           |
| --------- | --------- | --------- | --------- | --------- | --------- | --------- | --------- |

| Oktober | Oktober | Oktober | Oktober | Oktober | Oktober | Oktober | Oktober |
| Kw      | Mo      | Di      | Mi      | Do      | Fr      | Sa      | So      |
| 40      |         |         | 1       | 2       | 3       | 4       | 5       |
| 41      | 6       | 7       | 8       | 9       | 10      | 11      | 12      |
| 42      | 13      | 14      | 15      | 16      | 17      | 18      | 19      |
| 43      | 20      | 21      | 22      | 23      | 24      | 25      | 26      |
| 44      | 27      | 28      | 29      | 30      | 31      |         |         |
| ------- | ------- | ------- | ------- | ------- | ------- | ------- | ------- |

| November | November | November | November | November | November | November | November |
| Kw       | Mo       | Di       | Mi       | Do       | Fr       | Sa       | So       |
| 44       |          |          |          |          |          | 1        | 2        |
| 45       | 3        | 4        | 5        | 6        | 7        | 8        | 9        |
| 46       | 10       | 11       | 12       | 13       | 14       | 15       | 16       |
| 47       | 17       | 18       | 19       | 20       | 21       | 22       | 23       |
| 48       | 24       | 25       | 26       | 27       | 28       | 29       | 30       |
| -------- | -------- | -------- | -------- | -------- | -------- | -------- | -------- |

| Dezember | Dezember | Dezember | Dezember | Dezember | Dezember | Dezember | Dezember |
| Kw       | Mo       | Di       | Mi       | Do       | Fr       | Sa       | So       |
| 49       | 1        | 2        | 3        | 4        | 5        | 6        | 7        |
| 50       | 8        | 9        | 10       | 11       | 12       | 13       | 14       |
| 51       | 15       | 16       | 17       | 18       | 19       | 20       | 21       |
| 52       | 22       | 23       | 24       | 25       | 26       | 27       | 28       |
| 1        | 29       | 30       | 31       |          |          |          |          |
| -------- | -------- | -------- | -------- | -------- | -------- | -------- | -------- |

## Ereignisse

### Politik und Weltgeschehen

#### Amerikanische Kolonien
- 20. Januar: Die 1555 gegründete französische Kolonie France Antarctique zwischen Rio de Janeiro und Cabo Frio wird von den Portugiesen zerschlagen.
- 25. Juli: Spanische Eroberer gründen die Stadt Caracas im Vizekönigreich Neuspanien.

#### Spanische Niederlande

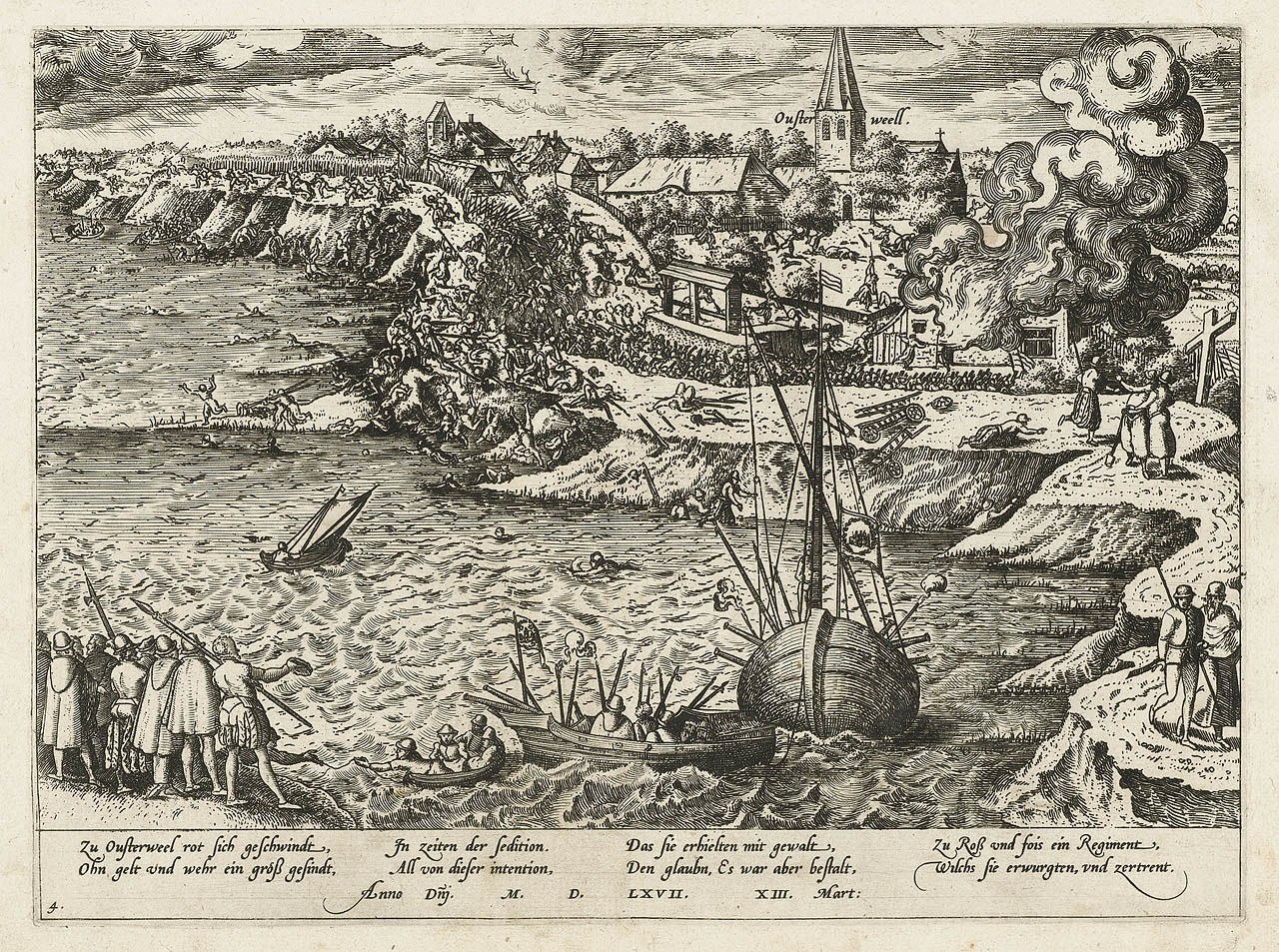
Schlacht von Oosterweel

- 13. März: In der Schlacht von Oosterweel zum Auftakt des Achtzigjährigen Krieges besiegt eine spanische Armee niederländische Geusen vernichtend. Deren Anführer Jan van Marnix kommt in der Schlacht ums Leben. Wilhelm von Oranien, Burggraaf von Antwerpen, verbietet den Calvinisten der Stadt, die von den Mauern die Schlacht mit ansehen können, ihren Glaubensgenossen zu helfen.

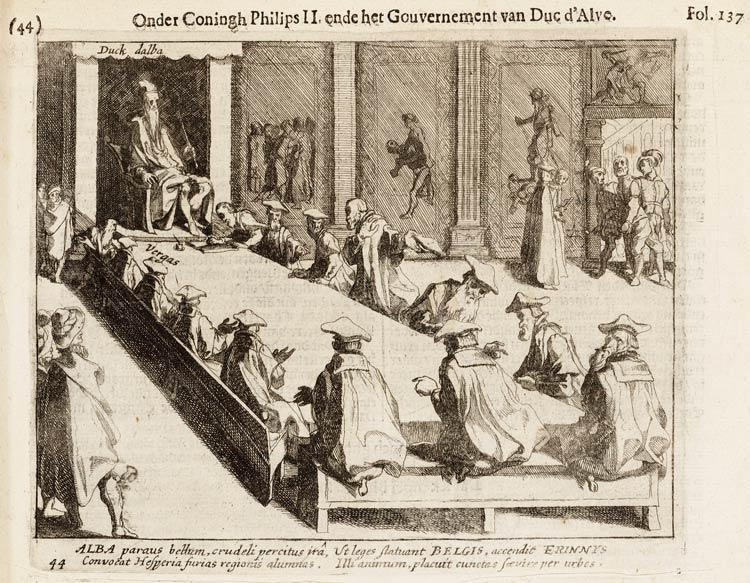
Der Herzog von Alba als Vorsitzender des Blutrates

Philipp II. von Spanien sendet Fernando Álvarez de Toledo, Herzog von Alba mit einem spanischen Heer in die Niederlande. Alba richtet den Rat der Unruhen ein, der die vorherige Gerichtsbarkeit ersetzt und jede Person laden und verurteilen kann, unabhängig von Rang, Stand und Privilegien. Seine Urteile sind unwiderruflich und durch keine andere Autorität gebunden. Wegen der zahlreichen Hinrichtungen wird er bald „Blutrat“ genannt.

#### Schottland
- 10. Februar: Henry Stuart, Lord Darnley, Ehemann der schottischen Königin Maria Stuart, wird in Edinburgh ermordet, während sich seine Gattin auf der Hochzeit einer ihrer Hofdamen befindet. In das Attentat sind mehrere schottische Adelige, unter ihnen James Hepburn, 4. Earl of Bothwell, George Gordon, 5. Earl of Huntly, James Douglas, 4. Earl of Morton, Matthew Stewart, 4. Earl of Lennox, und Staatssekretär William Maitland, verwickelt.
- 12. April: James Hepburn, 4. Earl of Bothwell, wird des Mordes an Lord Darnley angeklagt, von einer Jury aus seinen Standesgenossen, die alle eine umfangreiche Aufklärung des Sachverhalts zu befürchten haben, jedoch aus Mangel an Beweisen freigesprochen. Mit dem Freispruch wird eine Warnung verbunden, sich weiter politisch zu betätigen.
- 19. April: Der Earl of Bothwell gibt ein Bankett in den ihm zugeteilten Gemächern von Holyrood Palace, um Verbündete zu gewinnen. Im Anschluss macht er Maria Stuart einen Heiratsantrag, den diese vorläufig ablehnt.

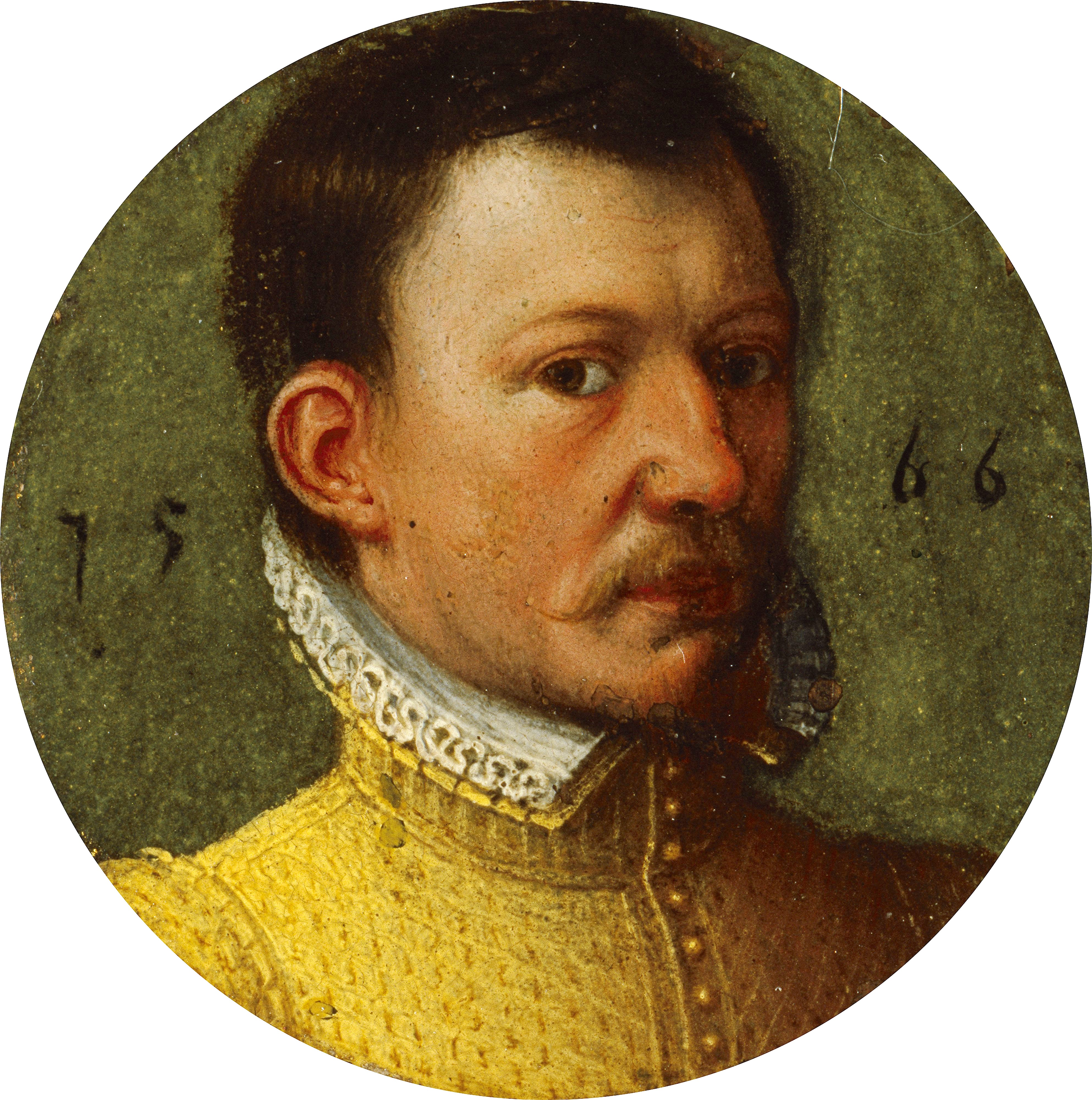
James Hepburn, 4. Earl of Bothwell

- 24. April: Bothwell, der zu diesem Zeitpunkt bereits mit Jean Gordon verheiratet ist, entführt Königin Maria Stuart nach Dunbar, wo diese einer Eheschließung zustimmt. Anfang Mai wird Bothwells Ehe nach protestantischem Recht geschieden und nach katholischem Recht für nichtig erklärt.

Wappen von James Hepburn nach der Erhebung zum Duke of Orkney und Lord of Shetland

- 12. Mai:  Maria Stuart erhebt James Hepburn, 4. Earl of Bothwell, zum Duke of Orkney und Lord of Shetland, um der Standesgemäßheit des Prinzgemahls Rechnung zu tragen. Am 15. Mai wird die Ehe im Rahmen einer protestantischen Liturgie geschlossen. Damit verliert Maria nach der Unterstützung des schottischen Adels auch die Sympathie des Vatikans und der katholischen Fürsten Europas. Wenig später beginnt der Aufstand der Lords of the Congregation.
- 15. Juni: Maria Stuart wird in der Schlacht von Carberry Hill durch die aufständischen schottischen Lords of the Congregation besiegt und auf Loch Leven Castle gefangengesetzt, auf einer Insel im Loch Leven, unter der Herrschaft von William Douglas, 6. Earl of Morton, und der Aufsicht seiner Mutter Margaret Erskine, die zugleich die Mutter von Marias Halbbruder James Stewart ist.
- 29. Juli: Nach der fünf Tage zuvor erzwungenen Abdankung Maria Stuarts wird ihr einjähriger Sohn als James VI. zum König von Schottland gekrönt. Die Regentschaft übernimmt sein Onkel James Stewart.
- Marias Ehemann flieht nach Dänemark, wo er versucht, König Friedrich II. als Unterstützer für die Befreiung der Königin zu gewinnen.

#### Frankreich
Nach dem missglückten Versuch der Hugenotten, König Karl IX. von Frankreich zu entführen, brechen die Hugenottenkriege neuerlich aus. Der Zweite Hugenottenkrieg ist der einzige, den die Hugenotten unter der Führung von Louis I. de Bourbon, prince de Condé, offensiv führen. Da die Protestanten in Frankreich Gewaltmaßnahmen befürchten, wie sie Herzog Alba in Flandern eingeleitet hat, beschließen die Hugenottenführer Louis I. de Bourbon, prince de Condé und Gaspard II. de Coligny, den jungen König Karl IX. in ihre Gewalt zu bringen. Die sogenannte Surprise de Meaux wird jedoch verraten, und das Vorhaben scheitert am 28. September. Condé schlägt daraufhin sein Feldlager in Saint-Denis auf und belagert von hier aus den königlichen Hof in Paris sechs Wochen lang. 
- 2. November: Nach dreitägiger Belagerung dringen 15.000 Hugenotten in die Stadt Le Dorat im Limousin ein und plündern den Ort. Die Kirche St-Pierre du Dorat wird schwer verwüstet.

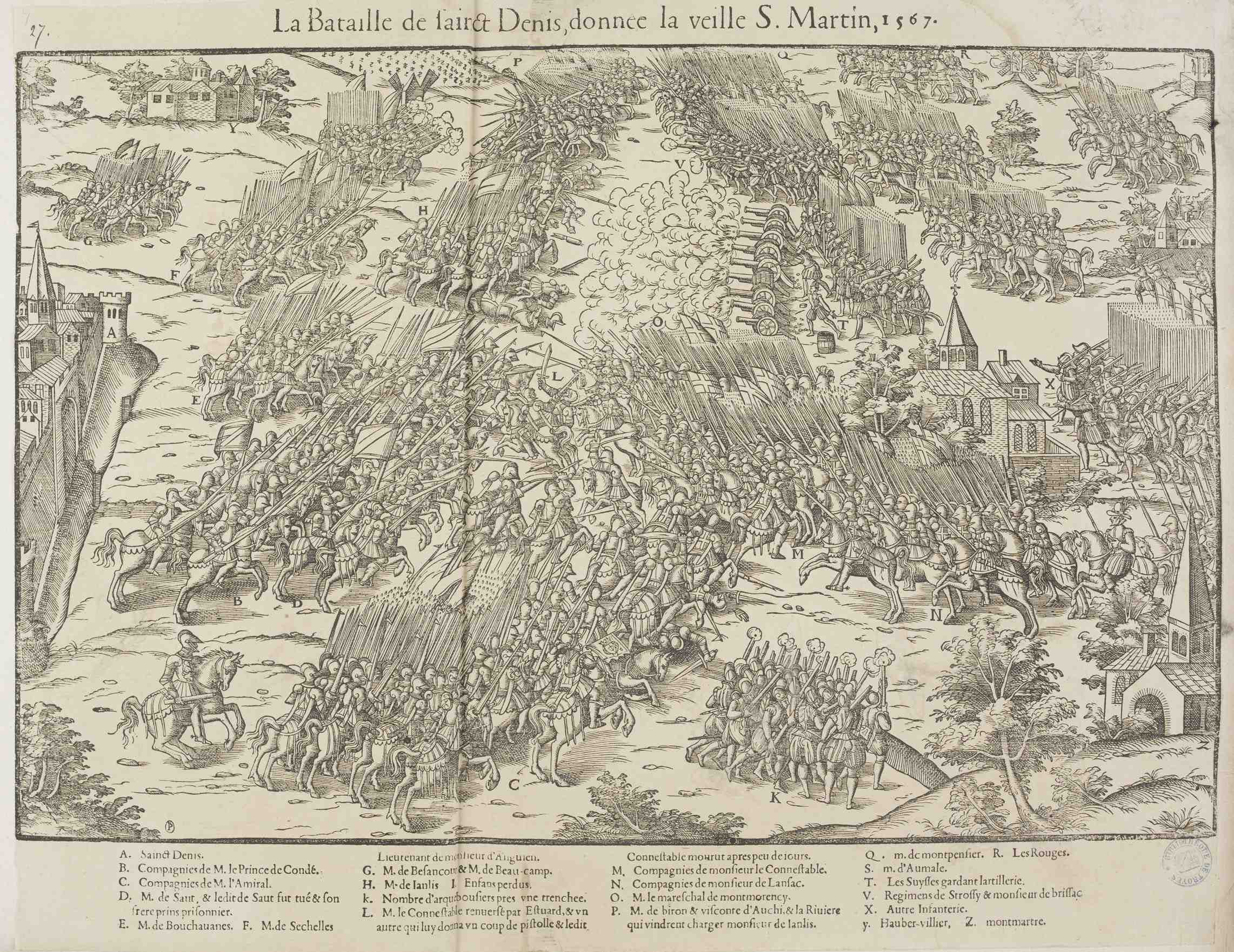
Schlacht von Saint-Denis

- 10. November: Als die Vorräte in Paris zur Neige gehen, beschließen die in der Stadt belagerten Einheiten unter Marschall Anne de Montmorency einen Ausfall. In der Schlacht bei Saint-Denis können die Hugenotten nach erbittertem Widerstand vertrieben werden. Montmorency stirbt jedoch zwei Tage später an den in der Schlacht erlittenen Wunden.

#### Weitere Ereignisse in Europa
- Nach dem Tod von Philipp I. von Hessen am 31. März wird das Land unter seinen Söhnen in vier Kleinstaaten geteilt: Der älteste Sohn Wilhelm IV. wird Landgraf von Hessen-Kassel, Ludwig IV. erhält Hessen-Marburg, Philipp II. erhält Hessen-Rheinfels und Georg I. bekommt die Landgrafschaft Hessen-Darmstadt.
- Im Zuge der Grumbachschen Händel gerät Herzog Johann Friedrich II. von Sachsen, der dem gebannten Wilhelm von Grumbach Unterschlupf gewährt hat, nach der Eroberung Gothas in kaiserliche Gefangenschaft und wird zunächst nach Dresden und dann nach Wien verbracht. Grumbach wird am 18. April am Marktplatz von Gotha gevierteilt.

#### Afrika
- Das Königreich Garo am Rand der Region Gibe in Äthiopien wird gegründet.

#### Asien

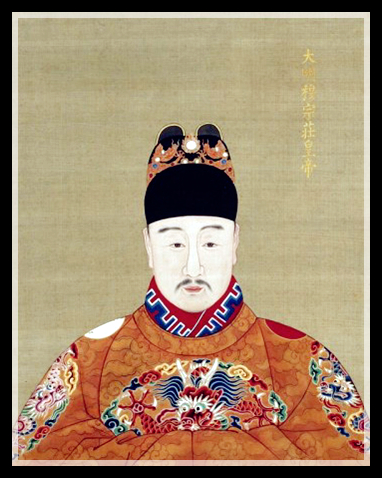
Kaiser Longqing

- 23. Januar: Nach dem Tod von Jiajing besteigt sein ältester Sohn Longqing als Kaiser den chinesischen Thron der Ming-Dynastie. Da er von seinem Vater, der ihn nicht mochte und der sein Reich gerne einem jüngeren Sohn vererbt hätte, von der Regierung ferngehalten worden ist, hat der neue Kaiser wenig Erfahrung in der Politik. Eher ruhig und ohne persönliche Ambitionen, legt er viel Wert auf soziale Gerechtigkeit und Reformen. Er korrigiert die Fehler der Jiajing-Herrschaft, begnadigt die ungerecht bestraften Beamten seines Vaters und verbannt die Daoisten vom Hof. Auch zeigt er Talent bei der Besetzung der höchsten Staatsämter, allen voran Minister Zhang Juzheng. Unter dessen Beratung beginnt Longqing eine liberale Reformpolitik: Die Hofausgaben werden eingeschränkt, die von den Großgrundbesitzern ausgebeuteten Kleinbauern werden in Schutz genommen und die Regulierung des Gelben Flusses sowie des Huai wird in Angriff genommen. Für den Unterhalt der Flussdämme wird der Verwaltungsbeamte Pan Jixun für die nächsten 29 Jahre lang der Behörde vorgesetzt. Weiters hebt Longqing das Verbot des Seehandels auf.
- Angriff Akbars auf Chittorgarh in Indien, das er in Folgejahr erobert

### Wirtschaft

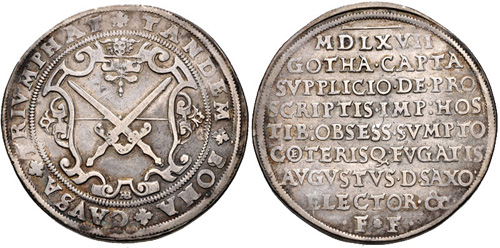
Taler auf die Einnahme von Gotha aus der Münzstätte Dresden

- Kurfürst August von Sachsen lässt nach der Eroberung Gothas und der damit verbundenen Beendigung der Grumbachschen Händel den Taler auf die Einnahme von Gotha prägen.

### Wissenschaft und Technik

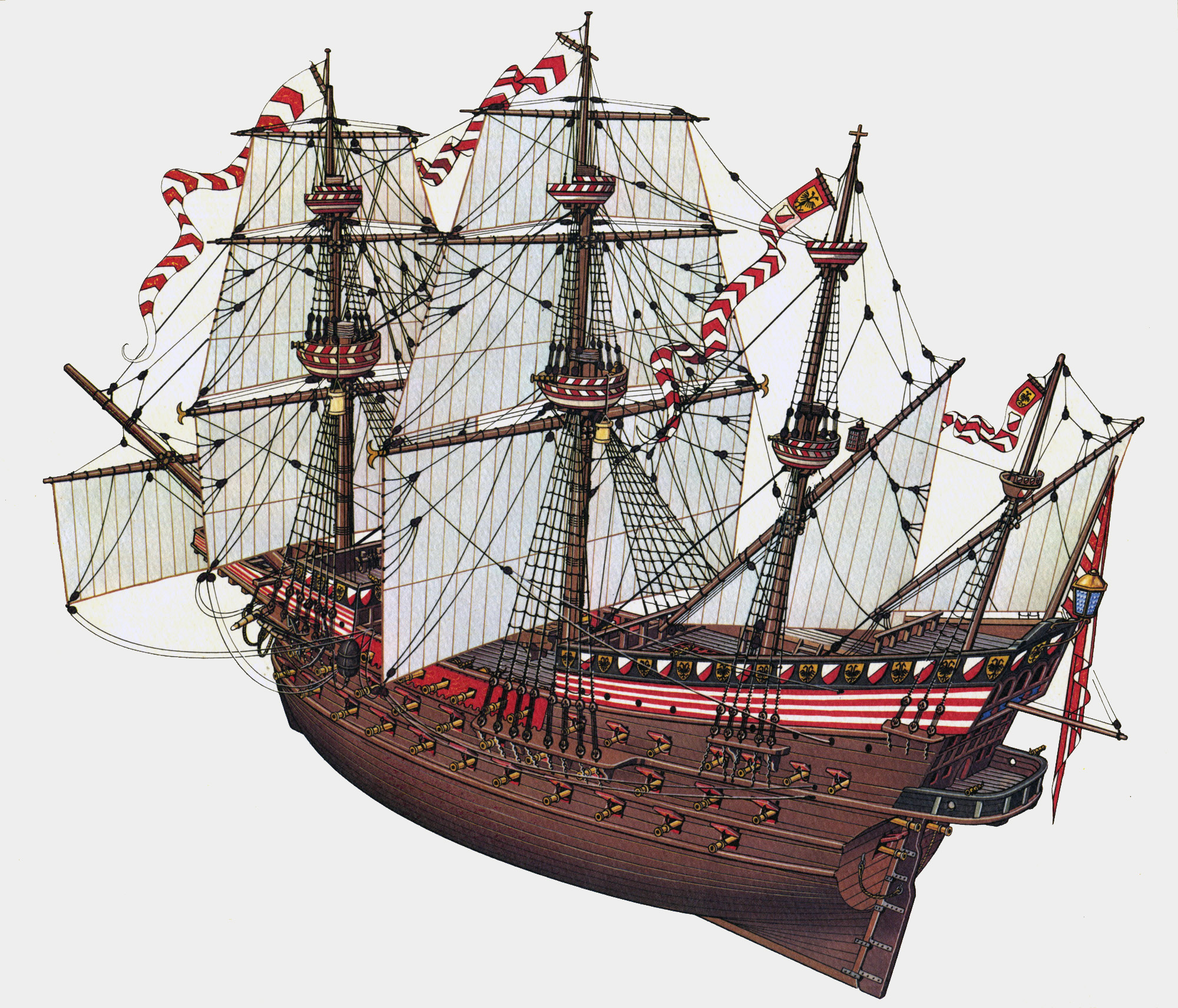
Die Adler von Lübeck

- Das Kriegsschiff Adler von Lübeck, eines der größten Schiffe seiner Zeit, wird unter dem Kommando von Johann Brokes in Dienst gestellt. Es erlebt seinen Kriegseinsatz im Dreikronenkrieg jedoch nicht mehr und wird bald in ein Handelsschiff umgebaut.

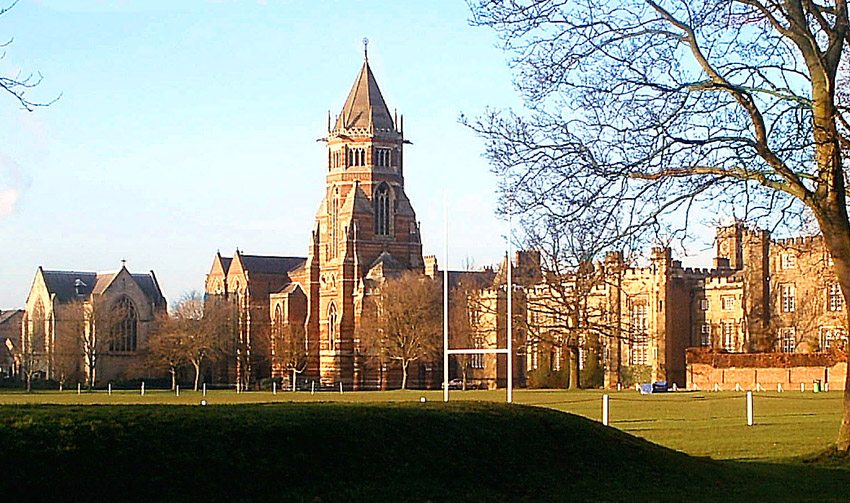
Rugby School

- Lawrence Sheriff, der als Hoflieferant von Königin Elisabeth I. wohlhabend geworden ist, gründet in Rugby in der englischen Grafschaft Warwickshire die Rugby School. Zunächst ist sie eine kostenlose Grundschule für Jungen aus Rugby und dem benachbarten Dorf Brownsover.

### Kultur
- Pieter Bruegel der Ältere vollendet die Gemälde Die Bekehrung des Paulus, Das Schlaraffenland und Die Anbetung der Könige im Schnee.

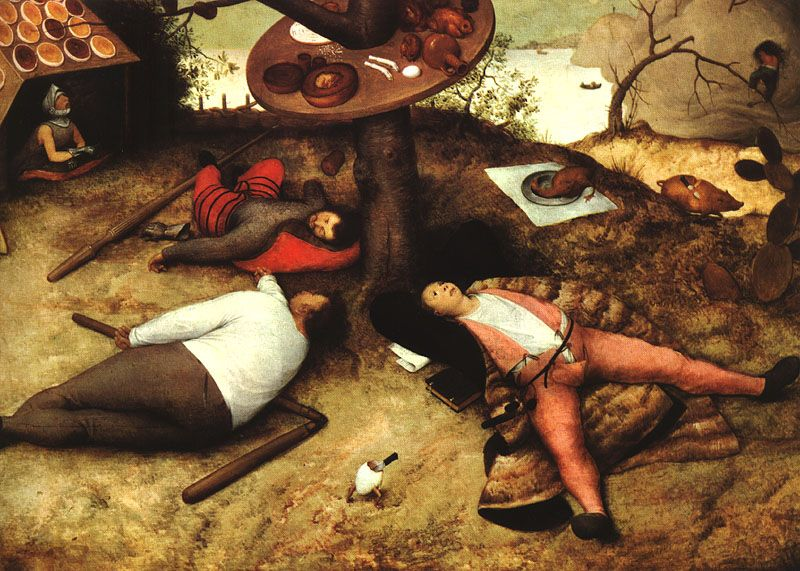
Das Schlaraffenland
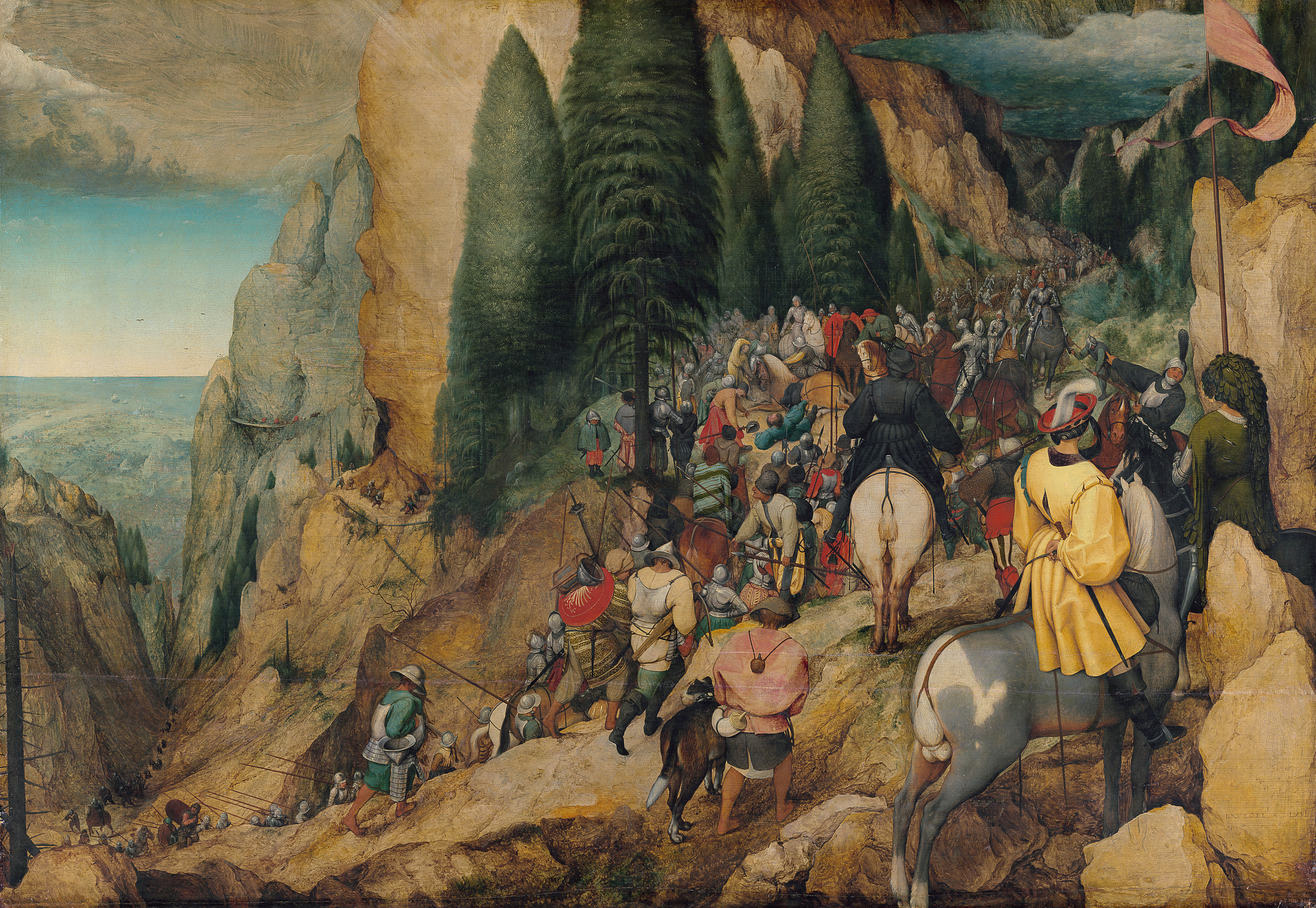
Die Bekehrung des Paulus
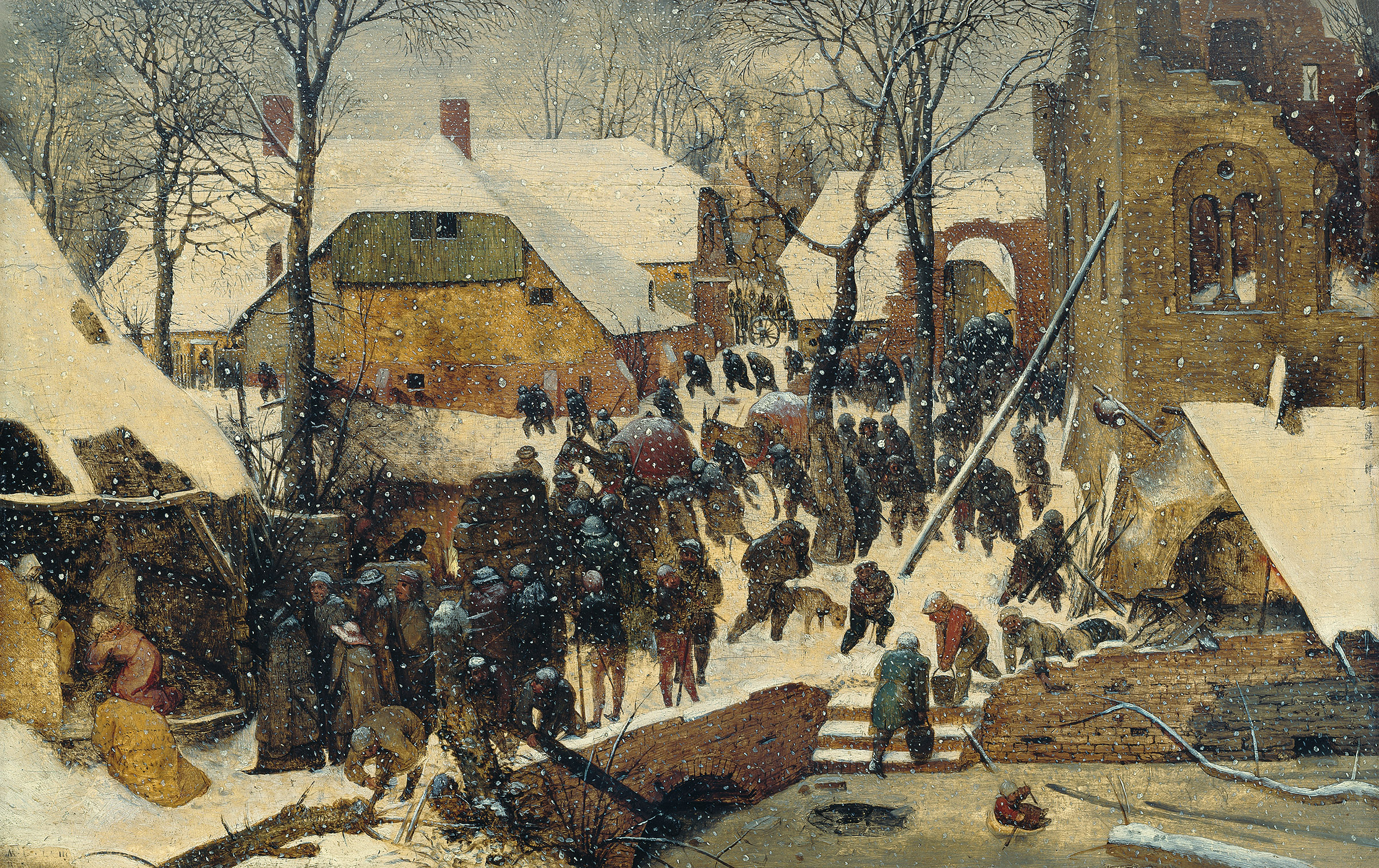
Die Anbetung der Könige im Schnee

- In Spanien werden erstmals geteilte Register an der Orgel erwähnt.
- um 1567: In Frankreich und Spanien kommt der sogenannte „Gansbauch“ als Teil der Herrenmode auf.

### Religion
- 23. Dezember: Nach dem am 23. Oktober erfolgten Rücktritt von Friedrich IV. von Wied als Kurfürst und Erzbischof von Köln wird Salentin von Isenburg zu seinem Nachfolger gewählt.

## Geboren

### Erstes Halbjahr
- 25. Januar: Margaretha von Österreich, österreichische Erzherzogin und Nonne im Kloster Santa Clara de las Descalzas Reales in Madrid († 1633)
- 26. Januar: Georg Erasmus von Tschernembl, Calvinist und Wortführer der Stände in Oberösterreich ob der Enns († 1626)
- 27. Januar: Anna Maria, Prinzessin von Hessen-Kassel und Gräfin von Nassau-Saarbrücken († 1626)
- 03. Februar: Anna Maria, Prinzessin von Brandenburg und Herzogin von Pommern († 1618)
- 07. Februar: Hans Hillger, kurfürstlich-sächsischer Büchsen- und Glockengießer, Dresdner Ratsherr und Bürgermeister († 1640)
- 11. Februar: Honoré d’Urfé, französischer Schriftsteller († 1625)
- 12. Februar: Thomas Campion, englischer Komponist, Dichter und Arzt († 1620)
- 12. Februar: Charles-Emmanuel de Savoie-Nemours, Herzog von Genf und Nemours († 1595)
- 22. Februar: Erich Hedemann, Geheimer Rat Christians IV. von Dänemark und des Grafen Anton Günther von Oldenburg († 1636)
- 23. Februar: Elisabeth von Braunschweig-Wolfenbüttel, Gräfin von Holstein-Schauenburg und Herzogin von Braunschweig-Harburg († 1618)
- 24. Februar: Heinrich Matthias von Thurn, einer der Hauptführer des böhmischen Aufstandes gegen Ferdinand II. († 1640)
- 28. Februar: Eleonora de’ Medici, Herzogin von Mantua († 1611)
- 01. März: Jacob van Heemskerk, niederländischer Admiral, Kapitän der Niederländischen Ostindienkompanie († 1607)
- 25. März: Anna Margarete, Prinzessin von Braunschweig-Lüneburg-Harburg und Pröpstin im Stift Quedlinburg († 1646)
- 15. April: Johann Ludwig I., Graf von Nassau-Wiesbaden-Idstein († 1596)
- 01. Mai: Michiel van Mierevelt, holländischer Maler († 1641)
- 09. Mai: Johann Georg I., Fürst von Anhalt-Dessau († 1618)

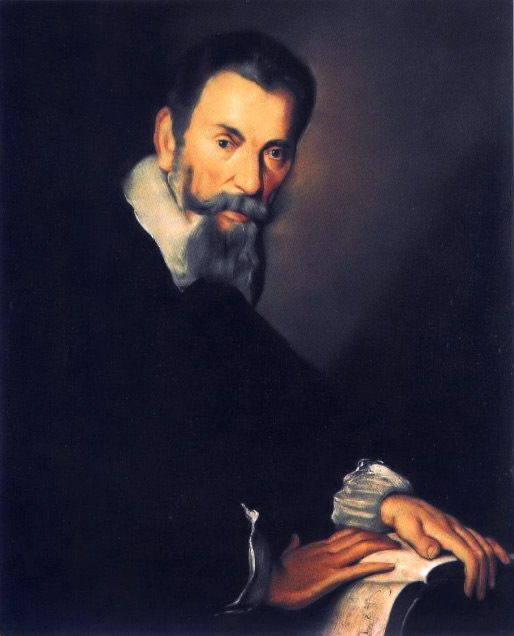
Claudio Monteverdi
(Porträt von Bernardo Strozzi)

- vor dem 15. Mai: Claudio Monteverdi, italienischer Komponist, (getauft 15. Mai) († 1643)

### Zweites Halbjahr
- 01. Juli: Karl von Lothringen, Bischof von Metz und Straßburg († 1607)
- 21. August: Franz von Sales, Bischof von Genf/Annecy, Ordensgründer, Kirchenlehrer († 1622)
- 02. September: Georg Thurzo, ungarisch-slowakischer Adeliger, Palatin von Ungarn († 1616)
- 03. Oktober: Heinrich Brockes I., Lübecker Bürgermeister († 1623)
- 10. Oktober: Katharina Michaela von Spanien, Herzogin von Savoyen († 1597)
- 18. Oktober: Jakob Fugger, Fürstbischof von Konstanz († 1626)
- 01. November: Diego Sarmiento de Acuña, spanischer Diplomat († 1626)

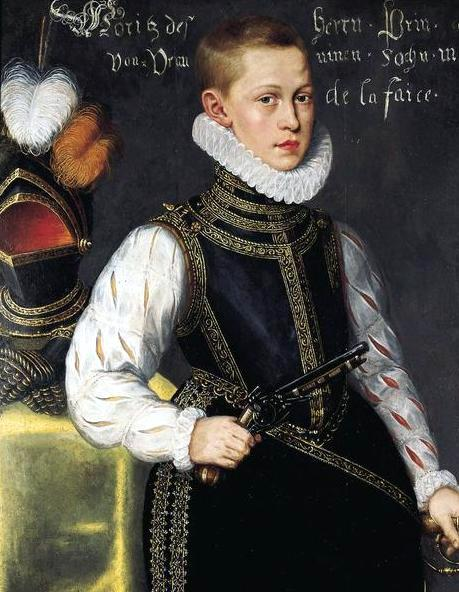
Moritz von Nassau als Kind

- 13. November: Moritz von Oranien, Graf von Nassau-Dillenburg, Statthalter von Holland und Zeeland, Utrecht, Geldern und Overijssel sowie Kapitän-General der Land- und Seestreitkräfte der Vereinigten Niederlande († 1625)
- 16. November: Anna von Sachsen, Herzogin von Sachsen-Coburg († 1613)
- 21. November: Anne de Xainctonge, burgundisch-französische Adelige, Gründerin einer römisch-katholischen Frauengemeinschaft († 1621)
- 11. Dezember: Philipp Christoph von Sötern, Bischof von Speyer sowie Erzbischof und Kurfürst von Trier († 1652)
- 11. Dezember: Takeda Nobukatsu, Sohn von Takeda Katsuyori († 1582)
- 15. Dezember: Christoph Demantius, deutscher Komponist († 1643)

### Genaues Geburtsdatum unbekannt
- Valens Acidalius, deutscher Humanist († 1595)
- Franciscus Aguilonius, belgischer Mathematiker und Physiker († 1617)
- Allen Apsley, englischer Händler († 1630)

### Geboren um 1567
- Jean-Baptiste Besard, französischer Jurist, Lautenist und Komponist († 1625)
- Richard Burbage, englischer Schauspieler und Theaterbesitzer († 1619)

## Gestorben

### Erstes Halbjahr
- 08. Januar: Jacobus Vaet, franko-flämischer Komponist, Sänger und Kapellmeister (* 1529)

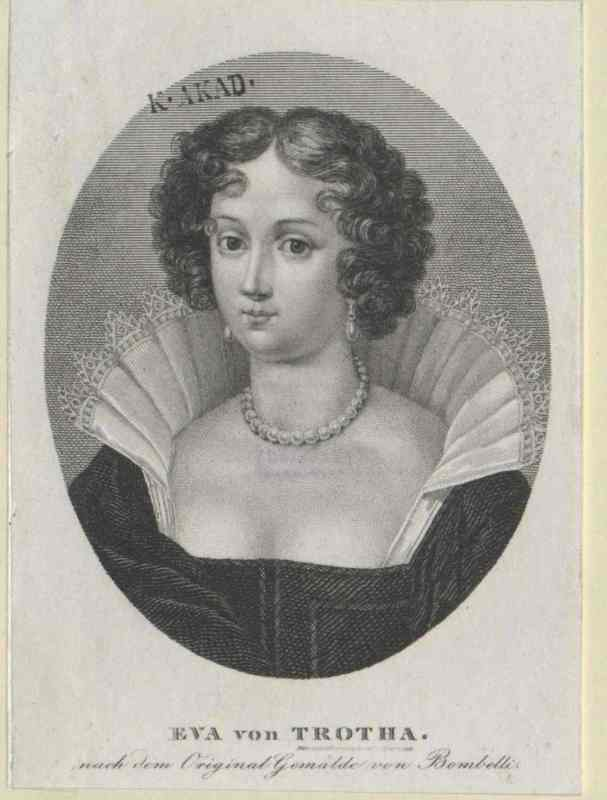
Eva von Trott

- 12. Januar: Eva von Trott, Geliebte des Herzogs Heinrich des Jüngeren von Braunschweig-Wolfenbüttel (* um 1506)
- 17. Januar: Sampiero Corso, korsischer Edelmann, Freiheitskämpfer und Volksheld (* 1497)
- 21. Januar: Veit von Fraunberg, Bischof von Regensburg und Fürstbischof des Hochstiftes Regensburg

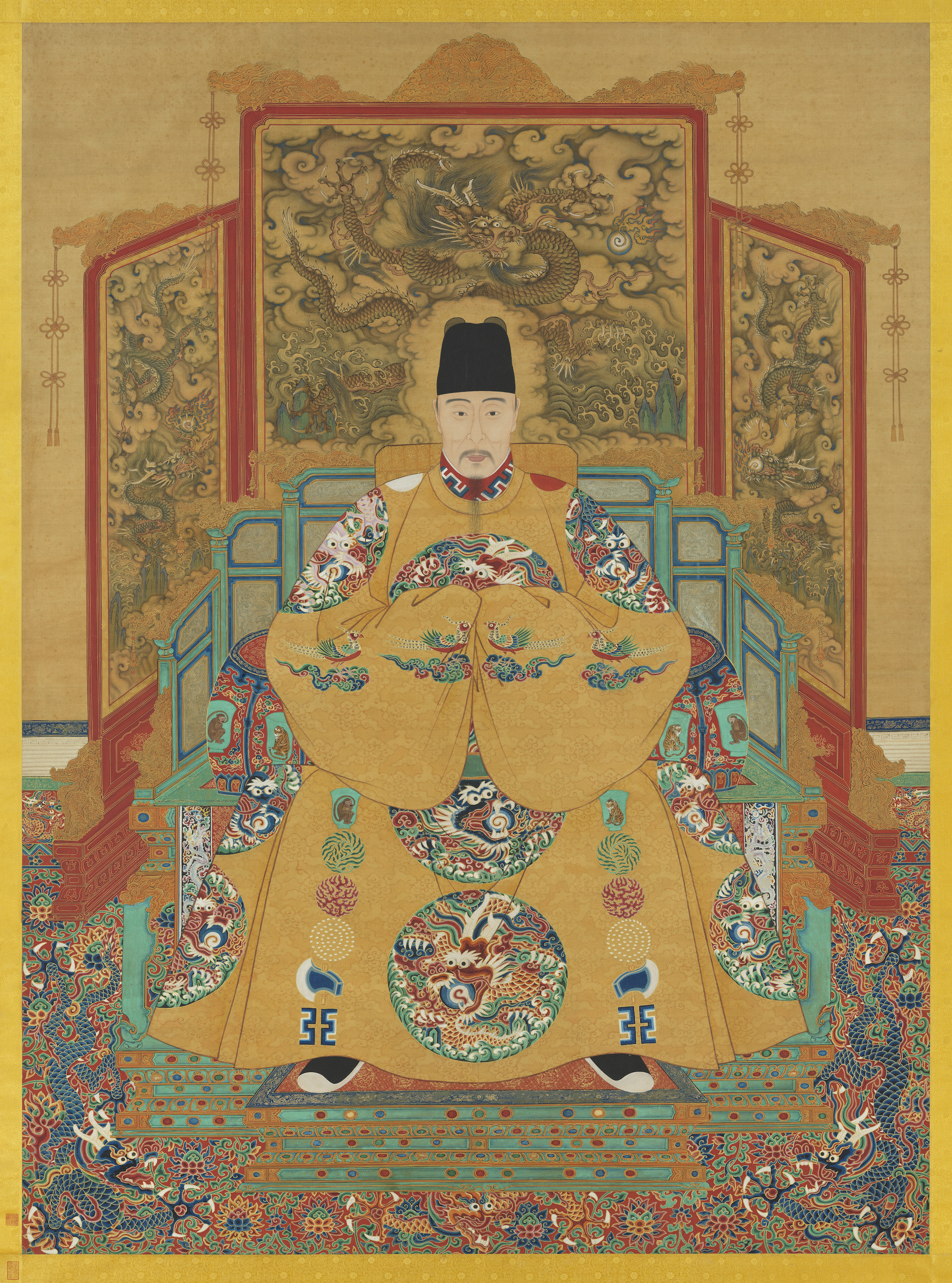
Kaiser Jiajing

- 23. Januar: Jiajing, Kaiser von China (* 1507)
- 10. Februar: Johann VI. von der Leyen, Erzbischof und Kurfürst von Trier (* um 1510)
- 10. Februar: Henry Stuart, Lord Darnley, schottischer Adliger, Ehemann von Maria Stuart (* 1545)
- 11. März: Friedrich von Fürstenberg, kurkölnischer Rat und Drost der Ämter Waldenburg, Fredeburg und Bilstein (* 1510/11)

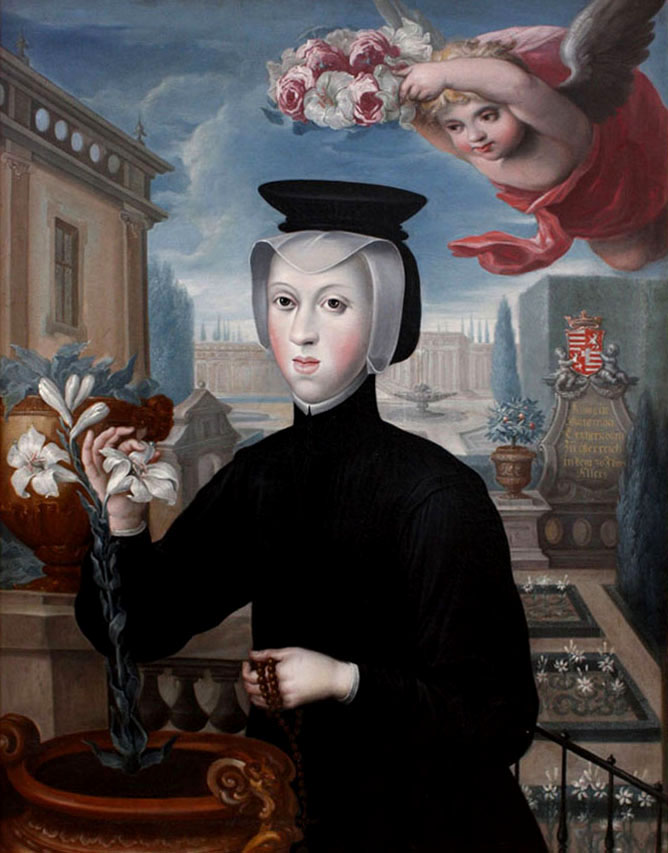
Margarethe von Österreich, postumes Porträt

- 12. März: Margarethe, Erzherzogin von Österreich und Mitbegründerin und Stiftsdame des Haller Damenstifts (* 1536)
- 13. März: Jan van Marnix, Herr von Toulouse, niederländischer Freiheitskämpfer (* 1537/1538)
- 30. März: Domenico Brusasorzi, italienischer Maler (* um 1516)
- 31. März: Philipp I., der Großmütige, Landgraf von Hessen (* 1504)
- 02. April: Ernst IV., Herzog von Braunschweig-Grubenhagen (* 1518)
- 09. April: Johann I., Graf von Waldeck (* 1521/22)
- 18. April: Wilhelm von Grumbach, deutscher Ritter und Abenteurer (* 1503)
- 19. April: Michael Stifel, deutscher Theologe und Mathematiker (* um 1487)
- 03. Mai: Leonhard Paminger, österreichischer Komponist (* 1495)
- 16. Mai: Juan Bautista de Toledo, spanischer Architekt (* um 1515)
- 17. Mai: Johann von der Asseburg, kaiserlicher Feldobrist
- 19. Mai: Daniel Mauch, deutscher Jurist und Wormser Domherr (* 1504)
- 24. Mai: Svante Stensson Sture, schwedischer Staatsmann (* 1517)
- 27. Mai: Fazio Gaggini, sizilianischer Bildhauer (* 1520)
- 31. Mai: Guido von Bray, protestantischer Theologe in den Niederlanden (* 1522)
- 19. Juni: Anna von Brandenburg, Herzogin zu Mecklenburg (* 1507)
- 23. Juni: Petrus Lotichius, Abt des Klosters Schlüchtern (* 1501)
- 28. Juni: Justus Jonas der Jüngere, deutscher Jurist und Diplomat (* 1525)
- 29. Juni: Konrad von Boyneburg, Anführer der Landsknechte unter Kaiser Karl V. (* 1494)

### Zweites Halbjahr
- 02. August: Myeongjong, 13. König der Joseon-Dynastie in Korea (* 1534)
- 06. Oktober: Cristóbal de Oñate, spanischer Konquistador (* um 1504)
- 14. Oktober: Barbara von Heppenheim genannt vom Saal, deutsche Adelige und Äbtissin des Zisterzienserinnenklosters Rosenthal (Pfalz)
- 31. Oktober: Marie von Brandenburg-Kulmbach, Kurfürstin von der Pfalz (* 1519)
- 04. November: Gerolamo Priuli, Doge von Venedig (* 1486)
- 07. November: Katharina von Henneberg-Schleusingen, Gräfin von Schwarzburg (* 1509)
- 10. November: Pedro de la Gasca, spanischer Bischof, Diplomat und Sondergesandter in Peru (* 1493)
- 12. November: Anne de Montmorency, französischer Heerführer, Pair, Marschall und Connétable von Frankreich (* 1493)
- 19. November: Takeda Yoshinobu, japanischer Daimyō der Sengoku-Zeit (* 1538)
- 27. November: Valentin Curtius, deutscher Theologe und Reformator (* 1493)
- 30. November: Wolfgang Schutzbar genannt Milchling, Fürstabt der Reichsabtei Fulda (* um 1530)

### Genaues Todesdatum unbekannt
- Giovanni Maria Aostalli, schweizerischer Baumeister (* nach 1500)
- Walter Klarer, Schweizer evangelisch-reformierter Pfarrer in Hundwil, Herisau, Gossau und Urnäsch, Reformator im Appenzellerland, Gastwirt und Chronist (* um 1500)